# كهف هولوتش
كهف هولوتش (بالإنجليزية: Hellhole)‏ هو من الكهوف الطويلة في بلدية موتاثال في سويسرا. بالإضافة إلى كونه ثاني أطول كهف في أوروبا، فهو معروف أيضًا بعمق 938.6 م (3079 قدمًا). وهو مثال على نظام الكهوف الكارستية.